# Couvet
Couvet foi um município suíço do cantão de Neuchâtel. É um vilarejo pertencente à comuna de Val-de-Travers, berço europeu do absinto.
Sua população era de 2 757  habitantes (2007) e sua área, de 16,41 km².

## História
Em 1 de janeiro de 2009, passou a formar parte da nova comuna de Val-de-Travers.